# 폭풍의 언덕 (2026년 영화)
《폭풍의 언덕》(영어: Wuthering Heights)은 2026년 개봉 예정인 드라마 영화로, 에밀리 브론테의 동명 소설을 영화화했다. 에메랄드 페넬이 감독과 각본을 맡았고, 마고 로비가 캐서린 언쇼 역을, 제이컵 엘로디가 히스클리프 역을 맡았다.

## 출연진
- 마고 로비 - 캐서린 언쇼
- 제이컵 엘로디 - 히스클리프
- 샤자드 라티프 - 에드거 린턴
- 홍 차우 - 넬리 딘
- 앨리슨 올리버 - 이저벨라 린턴